# Devil May Cry (мультсериал)
Devil May Cry — американский мультсериал для взрослых в жанре тёмного фэнтези от режиссёра Ади Шанкара по сценарию Алекса Ларсена, основанный на одноимённой серии игр от Capcom. Производством мультсериала занимается Studio Mir. Это вторая телевизионная адаптация об охотнике на демонов Данте после аниме «Демон против демонов» (2007).
Релиз мультсериала состоялся 3 апреля 2025 года. Первый сезон состоит из восьми эпизодов.

## Синопсис
Наёмный охотник за демонами Данте оказывается под наблюдением правительственной организации «Командование Тёмного Царства» (DARKCOM), которой руководит вице-президент Уильям Бейнс. Ему предстоит столкнуться с одержимым демоном террористом по имени Белый Кролик, жаждущим отомстить человечеству.

## В ролях
| Актёр                           | Роль                        |
| ------------------------------- | --------------------------- |
| Джонни Йонг Бош                 | Данте                       |
| Скаут Тейлор-Комптон            | Мэри Аркхем                 |
| Хун Ли                          | Белый кролик                |
| Крис Коппола                    | Энцо Ферино                 |
| Кевин Конрой/Йен Джеймс Корлетт | вице-президент Уильям Бейнс |
| Робби Дэймонд                   | Вергилий                    |

## Производство
16 ноября 2018 года IGN сообщил, что исполнительный продюсер мультсериала «Кастлвания» (2017) Ади Шанкар приступил к работе над телевизионной адаптацией игровой серии Devil May Cry. В эксклюзивном интервью с изданием Шанкар объявил, что приобрёл права на адаптацию, чтобы «неудачники из Голливуда не запороли ещё один проект»; по словам Шанкара, «Дьявол может плакать» и «Кастлвания» будут находиться в одной, так называемой «Бутлег-Мультивселенной».
Осенью 2021 года Шанкар сообщил, что Алекс Ларсен, известный по работе над мультсериалами «Ясуке» (2021) и «Капитан Лазерхоук: Blood Dragon Remix» (2023), написал сценарий ко всем сериям первого сезона, а производство «Дьявола может плакать» начнётся в начале 2022 года. Тогда же стало известно, что в мультсериале появятся Данте, Вергилий и Леди. Со стороны Capcom производство проекта курирует Хироюки Кобаяси, продюсер игр Devil May Cry (2001) и Devil May Cry 4 (2008), ранее ответственный за аниме «Демон против демонов».
Рубен Лэнгдон, который озвучил Данте в играх на английском языке, заявил, что ему не поступали предложения принять участие в работе над проектом.

## Эпизоды
Первый сезон мультсериала будет состоять из восьми эпизодов и положит начало «многосезонной арке».
| № | Название                                                | Режиссёр    | Автор сценария                                              | Дата премьеры |
| - | ------------------------------------------------------- | ----------- | ----------------------------------------------------------- | ------------- |
| 1 | «Ад» «Inferno»                                          | Ким Сон-мин | Телесценарий Алекс Ларсен История Ади Шанкар и Алекс Ларсен | 3 апреля 2025 |
| 2 | «Богоматерь Скорбящая» «Our Lady of Sorrows»            | Хан Сын У   | Телесценарий Алекс Ларсен История Ади Шанкар и Алекс Ларсен | 3 апреля 2025 |
| 3 | «Среди глухих стремнин» «The Deep and Savage Way»       | Парк Со-Ен  | Телесценарий Алекс Ларсен История Ади Шанкар и Алекс Ларсен | 3 апреля 2025 |
| 4 | «Оставь надежду, всяк сюда входящий» «All Hope Abandon» | Хан Сын У   | Телесценарий Алекс Ларсен История Ади Шанкар и Алекс Ларсен | 3 апреля 2025 |
| 5 | «Спуск» «Descent»                                       | Парк Со-Ен  | Телесценарий Алекс Ларсен История Ади Шанкар и Алекс Ларсен | 3 апреля 2025 |
| 6 | «Первый круг» «The First Circle»                        | Хон Чжин Ён | Телесценарий Алекс Ларсен История Ади Шанкар и Алекс Ларсен | 3 апреля 2025 |
| 7 | «У врат рая» «At the Gates of Paradise»                 | Хан Сын У   | Телесценарий Алекс Ларсен История Ади Шанкар и Алекс Ларсен | 3 апреля 2025 |
| 8 | «Поток кровавый» «A River of Blood and Fire»            | Парк Со-Ен  | Телесценарий Алекс Ларсен История Ади Шанкар и Алекс Ларсен | 3 апреля 2025 |

## Релиз
27 сентября 2023 года Netflix представил тизер-трейлер сериала Devil May Cry во время трансляции Drop 01. Премьера мультсериала состоялась в 2024 году.  Заглавной темой стала песня группы Limp Bizkit «Rollin’».

## Критика
На сайте Rotten Tomatoes первый сезон получил рейтинг одобрения 92 % на основе 12 рецензий со средней оценкой 7,80/10. На Metacritic средневзвешенная оценка составляет 77 из 100 на основе отзывов 5 критиков, что указывает на «в целом благоприятные отзывы».